# Residència Pare Coll
La Residència Pare Coll és un edifici de Lleida protegit com a bé cultural d'interès local.

## Descripció
Edifici de planta baixa i quatre plantes, entre mitgeres, que s'obre lateralment a un pati sobre el carrer. Aquest pati té un tancament amb tractament de façana. Diversos cossos amb repertori formal clàssic, emfatitzant el basament, cos intermedi i el remat. Pilars que remarquen la façana, frontó amb escut i capitells compostos. Façanes interiors de maó i exteriors de pedra, parets mestres i forjats isostàtics.

## Història
El Pare Coll fou un dominic que fundà el Col·legi de les Dominiques Terciàries de l'Anunciata de l'any 1860 al 1862.